# 大原 (竹富町)

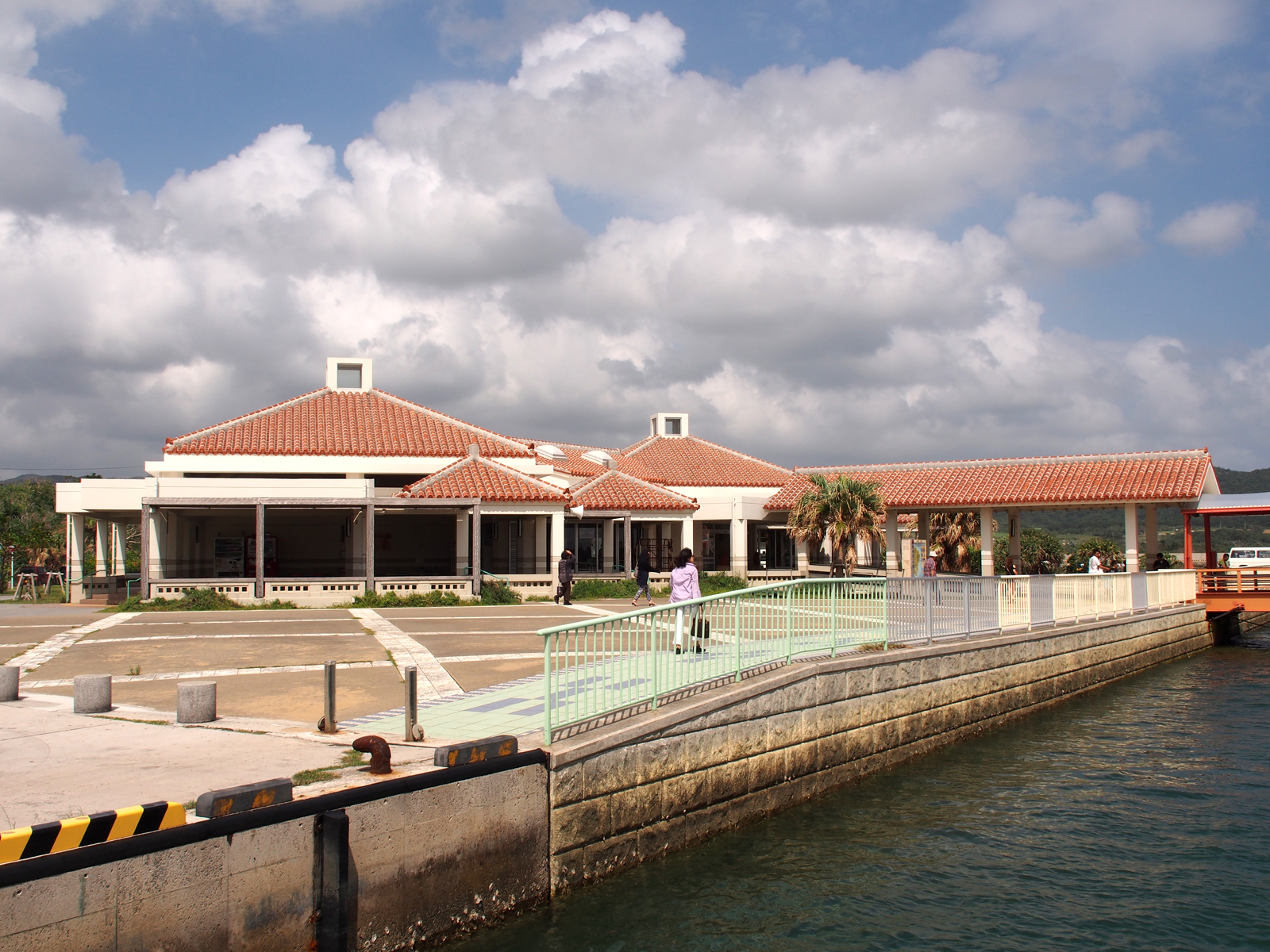
仲間港（大原港）（2013年）

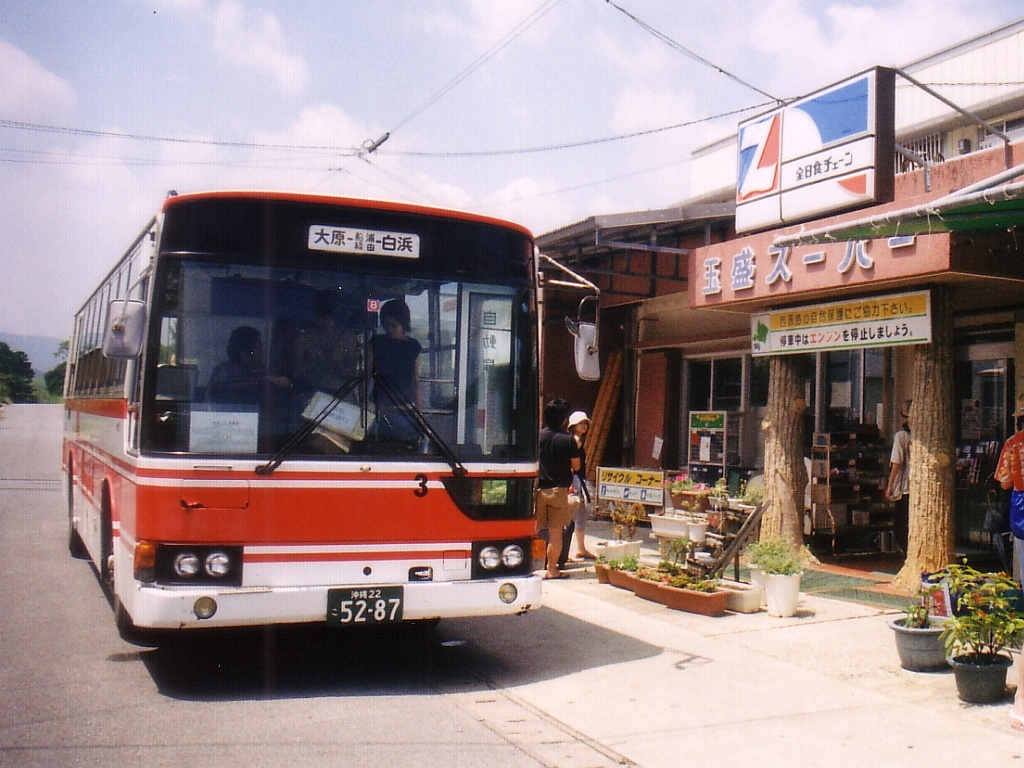
大原・玉盛スーパー前を走る西表島交通の路線バス（2003年）

大原（おおはら）は、沖縄県八重山郡竹富町の地名。八重山諸島西表島南東部に位置する。現在、小字としての「大原」という地名は廃止されており、近隣のいくつかの地域と併せて「沖縄県八重山郡竹富町字南風見」の一部となっている。

## 概要
西表島南東部、仲間川の南側に拡がる集落。1938年と1941年、西表島南東の沖合に浮かぶ新城島の農民が集団移住して形成された、西表島の入植地としては比較的新しい地域である。
この地区に位置する仲間港（通称・大原港）は、西部の上原港と共に、西表島と島外を結ぶ定期船が発着する港として重要な地位を占めており、港から集落にかけて商店やレンタカー等の店舗が多く立地している。石垣港と上原港を結ぶ航路は石垣島の北側を通るため、北寄りの風が強い冬季には波風の影響を受けやすく高速船の欠航が頻発することから、代替バスで仲間港 - 上原港間の送迎が行われることも多い。

## 竹富町役場移転問題
竹富町は旧八重山村を分村して発足した1914年から1938年まで村役場を竹富島に設置したが、1938年に島同士の往来が不便であったことを主な理由に、村外の石垣島へ役場を移転。以後、現在に至るまで町外に役場を置いている。
役場が町外にあることで職員の多くが石垣市に住民票を置いており竹富町に税収が入らないことや、役場を誘致することで町内の人の行き来を活性化させることなどを主な目的として石垣市から大原に町役場を移転させる構想が古くから存在した。2015年の住民投票等を経て、2017年には竹富町が「新竹富町役場に関する基本方針（案）」を公開。大原に延べ面積3,000m2の本庁舎を置き、石垣市内には支所を置くこととした。その後、石垣庁舎は2022年に完成した一方、大原庁舎の計画は執務部分の延べ床面積が300-400m2、職員は十数名に縮小され、建設の時期も確定していない。

## 主要な施設
- 仲間港（大原港）
- 竹富町役場西表東部出張所
- 西表大原郵便局
- 八重山警察署大原駐在所
- 沖縄県立八重山病院大原診療所
- 竹富町立大原小学校

なお、竹富町立大原中学校は、大富地区（字南風見仲）に所在する。
- 西表大原郵便局
- 沖縄県立八重山病院大原診療所

## 名所・旧跡
- ンママキーやまねこパーク（西表東部公園）[9]
- 大原神社
- 大原創立草分けの父 大桝久雄氏之像

- ンママキーやまねこパーク
- 大原神社